# Kornbrennereimuseum

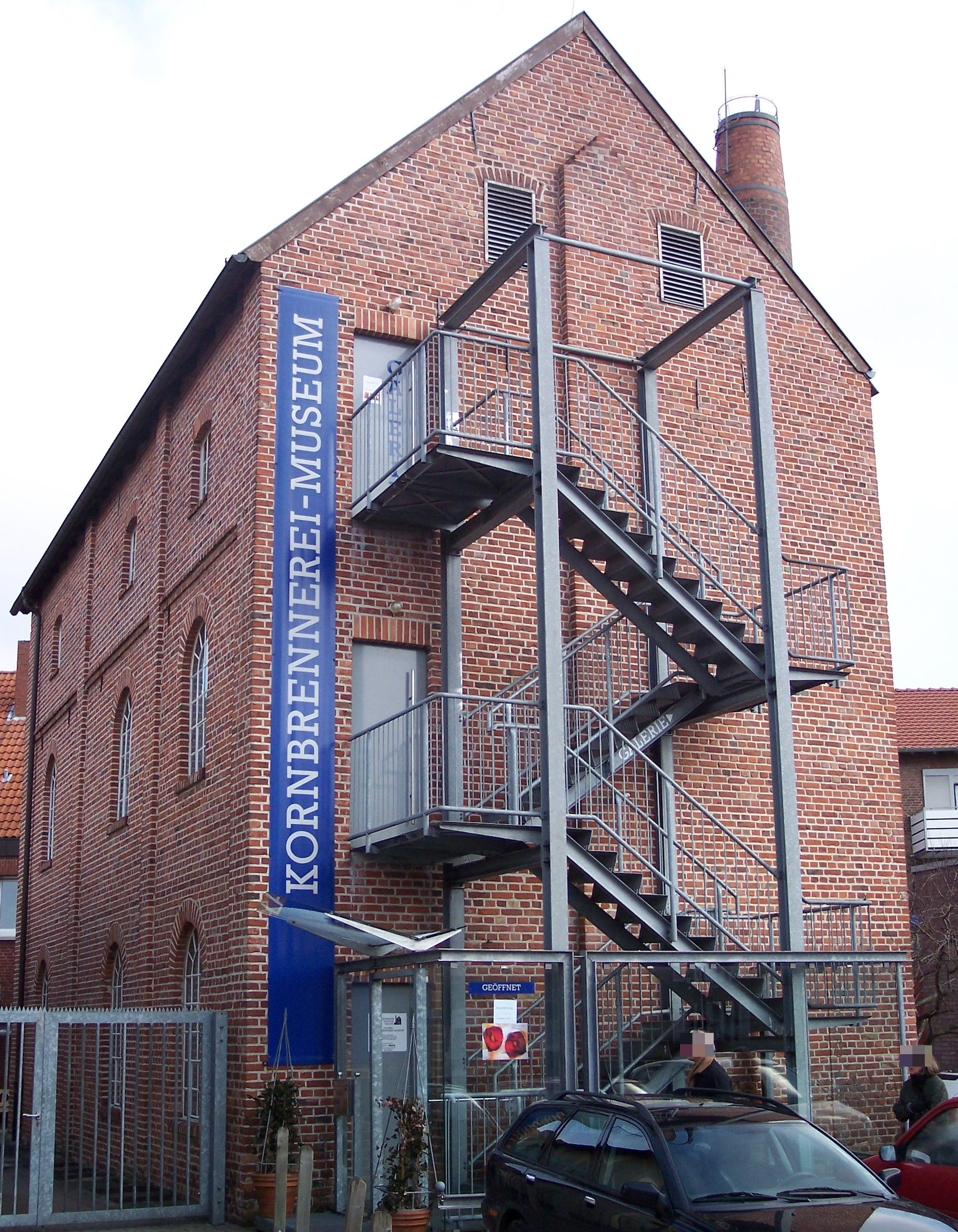
Kornbrennereimuseum

Das Kornbrennereimuseum war ein Museum in Telgte, das Gegenstände rund um den Branntwein ausstellt und die Herstellungsverfahren erläutert. Das Gebäude befindet sich unter Denkmalschutz.
Die seit dem 18. Jahrhundert bis 1979 hier ansässige Brennerei Homoet wurde 1994 von der Stadt Telgte übernommen und war original wie im Betrieb eingerichtet.
Seit 2021 ist das Museum geschlossen.